# În fiecare zi mi-e dor de tine
În fiecare zi mi-e dor de tine este un film muzical românesc din 1988, regizat de Gheorghe Vitanidis după scenariul lui Octavian Sava. Rolurile principale au fost interpretate de Stela Popescu, Marin Moraru, Jean Constantin, David Ohanesian, Alexandru Arșinel, Coca Andronescu, Iurie Darie, Florin Piersic, Teodora Mareș, Viorel Păunescu, Nae Caranfil și Emilia Popescu.

## Rezumat
Venit de la Gala Creației Studențești, directorul „Teatrului Nostru” (Iurie Darie) găsește pe birou o scrisoare prin care i se încredința realizarea unui spectacol de varietăți la o grădină de vară cu o capacitate de 5000 de locuri. Deoarece maestrul Laurențiu (Marin Moraru) nu găsise încă o solistă și nu terminase astfel pregătirea comediei muzicale Fata de la etajul III, directorul acceptă, la propunerea artistului Călin Iureș (Florin Piersic), să organizeze pentru stagiunea de vară un spectacol de varietăți cu muzică, dansuri și umor. Noul spectacol de vară urmează a fi regizat de regizorul debutant Radu Valerian (Viorel Păunescu), în colaborare cu compozitorul Gelu Vasilescu (Nae Caranfil). Spectacolul de revistă va fi realizat în paralel cu muzicalul.
Pentru găsirea solistei din muzicalul Fata de la etajul III, maestrul Laurențiu organizează un concurs la care o remarcă pe Irina (Teodora Mareș), studentă la Conservator și fiica profesorului Mirea (David Ohanesian). În paralel, Radu Valerian organizează la Conservator un concurs pentru tinere talente la care Irina Mirea cântă și ea un cântec de muzică ușoară (fără a ști că participă la un concurs diferit). Tânărul regizor se îndrăgostește de ea la prima vedere.
Profesorul Mirea consideră însă că Irina și-a stricat vocea cântând muzică ușoară și îi cere să-l anunțe pe regizorul Radu Valerian că s-a răzgândit și nu mai vrea să mai participe la spectacol. Ea îl roagă pe regizor să treacă pe la ea acasă, dar înainte de sosirea acestuia Gică (Jean Constantin), asistentul maestrului Laurențiu, bate la ușa casei familiei Mirea. Profesorul îl confundă pe Gică cu Radu Valerian și îl anunță că Irina și-a pierdut vocea. Mai târziu sosește și tânărul regizor. Irina îi spune lui Radu Valerian că tatăl ei nu o lasă să participe la spectacol și îl invită la un concert de lieduri ce avea loc la Ateneul Român. Tânărul regizor confundă însă cutia de aspirină cu cea de somnifere și adoarme la concert. El reușește apoi s-o convingă pe fată de încurcătură, iar, la sfatul lui Gelu, îi trimite o dedicație lirică de dragoste. Între cei doi tineri se înfiripă o relație de dragoste, iar Irina acceptă să cânte în spectacolul lui Radu.
Între timp, încercările maestrului Laurențiu și ale asistentului său Gică de a o contacta pe Irina Mirea eșuează din cauza unor confuzii. În cele din urmă, regizorul decide să o asculte pe Stela (Emilia Popescu), fata campionului mondial la haltere Elefterie Ionescu (Alexandru Arșinel) și a fostei actrițe Mimi (Stela Popescu). Mama și fiica interpretează niște numere muzical-coregrafice în limbi străine, făcând ca pe regizor, pe Gică și pe campionul (sosit acasă pe neașteptate) să-i apuce durerea de cap. Crezând că Irina a fost acceptată în spectacol după ce l-ar fi sedus pe Radu Valerian, Mimi își împinge fata să-l seducă și ea pe Gelu. Fata îl aduce pe compozitor la ea acasă, dar sosirea neașteptată în apartament a mamei și apoi a tatălui ei provoacă o serie de confuzii comice. Gelu apucă totuși să-i spună fetei că Radu se preface că o iubește pe Irina Mirea pentru a o convinge să cânte în spectacolul lui.
Mimi o anunță pe Irina și apoi pe directorul teatrului de „stratagema sentimentală” a lui Radu. Studenta îl părăsește pe Radu, iar acesta din urmă îl pocnește pe Gelu. Directorul îi cere lui Radu să renunțe la colaborarea cu Gelu și, deoarece tânărul regizor refuză, îi anulează spectacolul. Radu, Gelu și Irina își continuă însă repetițiile în parc, supravegheați cu discreție de Laurențiu și de Gică. În cele din urmă, Irina și Radu se împacă. Directorul decide să combine cele două spectacole într-unul singur, care va fi realizat de maestrul Laurențiu în colaborare cu Radu.
Spectacolul are parte de un mare succes. Călin Iureș interpretează un număr comic de clovn, dar susține că nu este potrivit pentru duetul cu Irina, din cauza diferenței de vârstă dintre ei. Piesele muzicale sunt interpretate de duetul Radu - Irina. Stela este integrată și ea în spectacol, unde interpretează un cântec popular maramureșean și apoi cântă în duet cu Gabriel Cotabiță. Orchestra teatrului este dirijată de profesorul Mirea, bucuros de succesul fetei sale.

## Distribuție
- Stela Popescu — Mimi Ionescu, absolventă a Institutului de Teatru
- Marin Moraru — maestrul Laurențiu, regizor la Teatrul Nostru
- Jean Constantin — Gică, asistentul maestrului Laurențiu
- David Ohanesian — prof. Mirea, pianist și dirijor, tatăl Irinei
- Alexandru Arșinel — Elefterie Ionescu (Ionescu „Mondialu”), soțul lui Mimi, fost campion mondial la haltere
- Coca Andronescu — mama lui Radu Valerian
- Iurie Darie — directorul „Teatrului Nostru”
- Florin Piersic — artistul Călin Iureș
- Teodora Mareș — Irina Mirea, studentă la Conservator
- Viorel Păunescu — regizorul debutant Radu Valerian
- Nae Caranfil — compozitorul Gelu Vasilescu, prietenul lui Radu (menționat Nicolae Caramfil)
- Emilia Popescu — Stela Ionescu, fiica lui Mimi
- Liliana Hodorogea
- Georgeta Stoleriu

## Producție
Scenariul filmului a fost scris de Octavian Sava, realizator de emisiuni de varietăți și teatru la Radio România Actualități și Televiziunea Română. El a compus numeroase scheciuri, monoloage și cuplete muzical-umoristice pentru programele de revelion de la TVR, iar criticul Călin Căliman îl considera un „umorist încercat”. Octavian Sava a debutat ca scenarist la filmul Post restant (1961).
Filmul a fost realizat în studiourile Centrului de Producție Cinematografică București. Regizor secund a fost Nicu Gheorghe. Cântecele din film sunt interpretate de Marina Florea și Gabriel Cotabiță. Orchestra a fost dirijată de compozitorul Ionel Tudor. Dansurile sunt realizate de Colectivul coregrafic Izvor al ansamblului artistic U.T.C., sub coordonarea maeștrilor de balet Cornel Patrichi și Dan Ionescu.
Casa de discuri Electrecord a realizat în anul 1991 un disc de vinil cu muzica filmului compusă de George Grigoriu și Ionel Tudor (Titlu: Muzica din filmul În fiecare zi mi-e dor de tine, Electrecord, ISBN: 911-T-T). Melodiile au fost interpretate de Marina Florea și Gabriel Cotabiță.

## Recepție
Filmul În fiecare zi mi-e dor de tine a fost vizionat de 3.454.233 de spectatori la cinematografele din România, după cum atestă o situație a numărului de spectatori înregistrat de filmele românești de la data premierei și până la data de 31.12.2007 alcătuită de Centrul Național al Cinematografiei.
În „Istoria filmului românesc (1897-2000)” (Ed. Fundației Culturale Române, București, 2000), criticul Călin Căliman considera acest film ca fiind o „comedie muzicală, cu o distribuție de «comici vestiți ai ecranului», Stela Popescu, Marin Moraru, Alexandru Arșinel, Jean Constantin, în roluri suculente și truculente, dar și cu Emilia Popescu (la al doilea rol pe ecran, un talent exploziv), Teodora Mareș (tot frumoasă), David Ohanesian (pe post de tată «încuiat» dar nu incurabil), Iurie Darie (un director de teatru), Nicolae Caranfil (înainte de a deveni Nae), Florin Piersic (cu rol de «vedetă», altfel spus, de Florin Piersic). «De toate pentru toți», așadar, pe scenariul unui umorist încercat, Octavian Sava, care a cochetat cu cinematograful încă de la Post-restant, și pe partitura compozitorilor Gheorghe Grigoriu și Ionel Tudor care satisface gusturi melodice diferite, lirice și ritmice. «Visul muzical-cinematografic» Gloria nu cântă rămâne, însă, departe...”
Criticul Tudor Caranfil a dat filmului trei stele din cinci și a făcut următorul comentariu: „Însărcinat să inaugureze cu un spectacol arena de vară a „Teatrului Nostru”, tânărul regizor Radu (Păunescu) și-o dispută pe studenta la Conservator Irina (Mareș), cu Laurențiu (Moraru) care o solicită în revista pe care o montează. Disperat de refuzul ei, Radu face apel la amicul Gelu (Caranfil), care o câștigă compunând un șlagăr. Dar până la premieră, câte intrigi și complicații vor mai trebui escaladate! Filmul propune o tânără echipă de actori debutanți, alături de vechea garnitură a comediilor noastre. Din confruntarea de stiluri și temperamente, învinge... Emilia Popescu. Din păcate, o victorie fără urmările meritate în cinema. Secv. rapel: monitorizată de mamă (Stela Popescu), fiica se străduie s-o urmeze în stil desuet dar, scăpată o clipă de sub tutelă, izbucnește într-un „țurai” dinamic al bunicii din Oaș, ingenios adaptat de Theodor Grigoriu.”

## Premii
Actrița Emilia Popescu a obținut în anul 1988 o Diplomă de onoare a Asociației Cineaștilor din România (ACIN) pentru interpretarea rolului Stela din În fiecare zi mi-e dor de tine.